# Wolost Jonava
Die Wolost Jonava (lit. Jonavos valsčius) war eine Verwaltungseinheit (Wolost) im zentralen Litauen. Das Zentrum war die Stadt Jonava, jetzt die Kernstadt der Rajongemeinde Jonava. Die Wolost Jonava wird urkundlich seit der zweiten Hälfte des 19. Jahrhunderts erwähnt.
Am 20. Juni 1950 wurde die Wolost im damaligen Sowjetlitauen aufgelöst. Das Territorium gehörte danach dem Rajon Jonava (Jonavos rajonas).

## Siedlungen
1949 bestand die Wolost Jonava aus diesen Siedlungen:
- Siedlung Beržai
- Siedlung Čičinai
- Siedlung Dumsiai
- Siedlung Gaižiūnai
- Siedlung Kulva
- Siedlung Liepai
- Siedlung Lukšiai
- Siedlung Marinauka
- Siedlung Markutiškiai
- Siedlung Ragožiai
- Siedlung Skaruliai
- Siedlung Skrandinė

## Persönlichkeiten
- Jonas Gradauskas (1923–2018), Chirurg
- Liubomiras Gradauskas (1929–2012), Radiologe und Professor
- Antanas Romualdas Gudonavičius (1943–2002), Radioelektroniker und Professor
- Vytautas Pranciškus Lukaševičius (1932–1994), Forstingenieur und Forstpolitiker
- Vladas Michelevičius (1924–2008), römisch-katholischer Weihbischof
- Vaclovas Michnevičius (1866–1947), Bauingenieur und Architekt
- Juozas Mickevičius (1907–1974), Pädagoge und Hochschullehrer
- Pranas Vilkas (* 1936), Ingenieur und Politiker